# つくば市議会
つくば市議会（つくばしぎかい）は、茨城県つくば市に設置されている地方議会である。

## 概要
- 定数：28人
- 任期：2020年（令和2年）11月30日 - 2024年（令和6年）11月29日
- 議長：五頭泰誠（つくば自民党）
- 副議長：小森谷さやか（つくば・市民ネットワーク）

## 運営

### 会期
つくば市議会の定例会は、毎年3月、6月、9月及び12月に召集され、その他にも必要に応じて臨時会が開催される。

## 会派
| 会派名                   | 議席数 | 議員名（◎は代表）                                               | 女性議員数 | 女性議員の比率(%) |
| ------------------------ | ------ | --------------------------------------------------------------- | ---------- | ----------------- |
| つくば自民党             | 6      | 長塚俊宏、◎黒田健祐、神谷大蔵、小久保貴史、五頭泰誠、久保谷孝夫 | 0          | 0                 |
| 自民党政清クラブ         | 5      | 宮本達也、木村修寿、塚本洋二、◎飯岡宏之、鈴木富士雄             | 0          | 0                 |
| つくば・市民ネットワーク | 4      | 川村直子、あさのえくこ、小森谷さやか、◎皆川幸枝                 | 4          | 100               |
| 創生クラブ               | 3      | 小村政文、中村重雄、◎高野文男                                   | 0          | 0                 |
| 公明党つくば             | 2      | 浜中勝美、◎小野泰宏                                             | 1          | 33.33             |
| 日本共産党つくば市議団   | 2      | 山中真弓、◎橋本佳子                                             | 2          | 100               |
| 新社会党つくば           | 1      | ◎金子和雄                                                       | 0          | 0                 |
| 山中八策の会             | 1      | ◎塩田尚                                                         | 0          | 0                 |
| 清郷会                   | 1      | ◎木村清隆                                                       | 0          | 0                 |
| つくばチェンジチャレンジ | 1      | ◎川久保皆実                                                     | 1          | 100               |
| 計                       | 26     |                                                                 | 8          | 28.57             |

（2024年3月1日現在）

## 議員報酬と諸手当
| 役職   | 報酬            | 政務活動費 |
| ------ | --------------- | ---------- |
| 議長   | 月額 69万8000円 | 月額 3万円 |
| 副議長 | 月額 62万6000円 | 月額 3万円 |
| 議員   | 月額 58万4000円 | 月額 3万円 |

※別途期末手当あり

## 出来事

### 反ワクチン・反マスク・陰謀論団体のイベントに登壇
2023年2月19日、つくば市で開催された反ワクチン・反マスク・陰謀論を唱える団体の講演会に、市議会の議長が登壇した。このイベントは、茨城県教育委員会、つくば市、結城市教育委員会の3つの行政機関が後援し、国光文乃総務大臣政務官（衆議院議員・自民）、星田弘司茨城県議会議員（自民）、山本美和茨城県議会議員（公明）、五頭泰誠つくば市議会議員（自民）が登壇し、青山大人衆議院議員（立民）の祝電が読み上げられた。講演会では「マスク着用やデジタル社会が子供の脳の発達に影響を与える」「マスクを着けていると子供は発育過程で『出っ歯』『面長』になる」などといった説が話され、開演前はヒーラーが「傷ついた細胞・DNAを修復させる」演奏を行った。つくば市は、後援名義の使用条件としてマスク着用などの感染対策を条件にしていたが、来場者の約8割がノーマスクで、託児所の保育士3人もノーマスクであり、物販コーナーの脇には「ワクチンもマスクもNO！」と書き添えて、「ノーマスク幼稚園」や保育園のチラシも置かれていた。祝電を送った青山議員は、取材に対して「茨城県など（行政機関）が後援になっていたので、問題ないと思った」と語り、つくば市では「つくば市後援」の文字があったため、信頼できるものとしてチラシがポストに投函され、認可保育園や市立小学校でも配られたという。取材に対し、つくば市は、「（多くの人がマスクを外すことについて市と事前に共有していなかったことについて）主催団体に注意をしたが、後援取り消しは行わない」と回答した。五頭泰誠つくば市議会議員は、「講演会があると知って、勉強かたがた聞きに行ったところ、主催者側から『（市議会の）議長だからご紹介します』と言われて壇上に上がった」「私も会場ではマスクは外していた。そういう場所だと思ったから、郷には郷にということで」と回答した。